# Hard Time Romance
Hard Time Romance ou Vaya con Dios é um filme de comédia romântica estadunidense de 1991, filme escrito e dirigido por John Lee Hancock. O filme conta a história de um cowboy que passa por inúmeras obstáculos na esperança de se casar com sua namorada. É estrelado por Leon Rippy, Tom Everett, e Mariska Hargitay.